# Meijinhos
Meijinhos é uma povoação portuguesa do Município de Lamego que foi sede da extinta Freguesia de  Meijinhos, freguesia que tinha 2,99 km² de área e 86 habitantes (2011), e por isso, uma densidade populacional de 31,4 hab/km².
A Freguesia de Meijinhos foi extinta em 2013, no âmbito de uma reforma administrativa nacional, tendo sido agregada às Freguesias de Cepões e Melcões para formar uma nova freguesia denominada União das Freguesias de Cepões, Meijinhos e Melcões com a sede em Cepões.
Meijinhos dista cerca de dez quilómetros da sede do município.
O topónimo “Meijinhos”, segundo Armando de Almeida Fernandes na obra Censual da Sé de Lamego "é um plural populacional do latim mansioninos", alusivo à pastorícia, no início da sua designação.

## História
No século XIII, nas Inquirições Gerais de 1258 mencionam-se "os cavaleiros de Melcões e Ameigios que trabalhavam uma herdade em Magueija". No século XIV, aparece já o termo "Ameiginhos".
Povoação muito antiga, Meijinhos é referenciada nas Inquirições de D. Afonso III em 1258 como reguengo “terras pertencentes ao rei e das quais recebia dízimos”.
Ainda em 1574, no livro das Igrejas e Capelas do rei, Meijinhos é mencionada como uma das poucas terras que pagava dízimos à coroa, ou seja: 450 medidas de pão, 100 de vinho e 600 de castanha.
Nos finais do século XVI, Meijinhos passa, por doação do rei, a ser padroado dos condes de Tarouca.
Em 1834, Meijinhos pertencia ao concelho de Lazarim, passando para o de Tarouca a que esteve sujeita até 1896. A partir desta data, e até hoje, é uma das freguesias do concelho (atual município) de Lamego.

## População
| População da freguesia de Meijinhos | População da freguesia de Meijinhos | População da freguesia de Meijinhos | População da freguesia de Meijinhos | População da freguesia de Meijinhos | População da freguesia de Meijinhos | População da freguesia de Meijinhos | População da freguesia de Meijinhos | População da freguesia de Meijinhos | População da freguesia de Meijinhos | População da freguesia de Meijinhos | População da freguesia de Meijinhos | População da freguesia de Meijinhos | População da freguesia de Meijinhos | População da freguesia de Meijinhos |
| ----------------------------------- | ----------------------------------- | ----------------------------------- | ----------------------------------- | ----------------------------------- | ----------------------------------- | ----------------------------------- | ----------------------------------- | ----------------------------------- | ----------------------------------- | ----------------------------------- | ----------------------------------- | ----------------------------------- | ----------------------------------- | ----------------------------------- |
| 1864                                | 1878                                | 1890                                | 1900                                | 1911                                | 1920                                | 1930                                | 1940                                | 1950                                | 1960                                | 1970                                | 1981                                | 1991                                | 2001                                | 2011                                |
|                                     |                                     | 252                                 | 271                                 | 330                                 | 332                                 | 377                                 | 339                                 | 327                                 | 293                                 | 245                                 | 189                                 | 157                                 | 104                                 | 86                                  |

Nos anos de 1864 a 1878 estava anexada à freguesia de Lazarim, tendo sido desanexada por decreto de 08/11/1888. Nos censos de 1864 a 1890 fazia parte do concelho de Tarouca. Passou a pertencer ao atual concelho por decreto de 26/06/1896
| Distribuição da População por Grupos Etários | Distribuição da População por Grupos Etários | Distribuição da População por Grupos Etários | Distribuição da População por Grupos Etários | Distribuição da População por Grupos Etários | Distribuição da População por Grupos Etários | Distribuição da População por Grupos Etários | Distribuição da População por Grupos Etários | Distribuição da População por Grupos Etários | Distribuição da População por Grupos Etários |
| -------------------------------------------- | -------------------------------------------- | -------------------------------------------- | -------------------------------------------- | -------------------------------------------- | -------------------------------------------- | -------------------------------------------- | -------------------------------------------- | -------------------------------------------- | -------------------------------------------- |
| Ano                                          | 0-14 Anos                                    | 15-24 Anos                                   | 25-64 Anos                                   | > 65 Anos                                    |                                              | 0-14 Anos                                    | 15-24 Anos                                   | 25-64 Anos                                   | > 65 Anos                                    |
| 2001                                         | 14                                           | 10                                           | 49                                           | 31                                           |                                              | 13,5%                                        | 9,6%                                         | 47,1%                                        | 29,8%                                        |
| 2011                                         | 16                                           | 4                                            | 41                                           | 25                                           |                                              | 18,6%                                        | 4,7%                                         | 47,7%                                        | 29,1%                                        |

Média do País no censo de 2001:  0/14 Anos-16,0%; 15/24 Anos-14,3%; 25/64 Anos-53,4%; 65 e mais Anos-16,4%
Média do País no censo de 2011:   0/14 Anos-14,9%; 15/24 Anos-10,9%; 25/64 Anos-55,2%; 65 e mais Anos-19,0%

## Património
- Igreja Paroquial de Meijinhos ou Igreja de Nossa Senhora da Piedade[6]
- Cruzeiros da igreja e das Cerdeirinhas
- Capela da Senhora da Piedade

## Actividades económicas
Agricultura e pecuária, pastorícia, floricultura e comércio

## Festas e romarias
- São Brás (1.º domingo de Fevereiro)
- Nossa Senhora da Piedade (8 dias após a Páscoa)

## Outros locais de interesse
Monte Dufa, quintas da Casa Grande e do Pereiro

## Gastronomia
Castanha, milhos com carne variada, bôlas diversas, cavacas, bolo podre.

## Colectividades
Grupo Desportivo e Recreativo de Meijinhos